# Ермин Шиљак
Ермин Шиљак (Љубљана, 11. мај 1973) је бивши словеначки професионални фудбалер који је играо на позицији везног играча. Представљао је Словенију на Европском првенству 2000.

## Играчка каријера

### Клубови
Шиљак је професионалну каријеру започео у клубу Свобода, где је дебитовао у првом тиму 1992. године. Убрзо је прешао у један од тада најјачих словеначких клубова Олимпију. Шиљак је у Олимпији два пута постао првак Словеније, освојио национални куп, а у сезони 1995/96 постао је и најбољи стрелац шампионата, а у то време постао је и главни играч словеначке репрезентације. Године 1996. напустио је словеначко првенство и прешао у француску Бастију, након чега је Шиљак променио низ страних клубова, нигде није остао дуже од 3 сезоне. Укупно, током своје каријере, Шиљак је играо на првенствима 7 различитих земаља. Шиљак је каријеру завршио 2006. у белгијском Мускрону.

### Репрезентација
Шиљак је дебитовао за фудбалску репрезентацију Словеније на гостовању против Македоније у марту 1994. године. За репрезентацију је одиграо укупно 48 утакмица и постигао 14 голова. Био је учесник на Европском првенству 2000. и постигао је девет голова у девет утакмица у квалификацијама за УЕФА Еуро 2004. Његова последња интернационална утакмица била је квалификациона утакмица за Светско првенство у октобру 2005. против Шкотске.

## Успеси

### Играчки
Олимпија Љубљана
- Прва лига Словеније у фудбалу: шампион 1993–94]], 1994–95.
  - другопласирани: 1995–96.
- Куп Словеније: првак 1995–96.
- Суперкуп Словеније у фудбалу: првак 1995.

Бастија
- Интертото куп: 1997.

Сервет
- Суперлига Швајцарске у фудбалу: шампион 1998–99.
- Куп Швајцарске у фудбалу: првак 2000–01.

Хамарби ИФ
- Прва лига Шведске у фудбалу: шампион 2001.

Даљан Шид
- Куп Кине у фудбалу: финалиста 2003.

Мускрон
- Куп Белгије у фудбалу: финалиста 2005–06.

Појединачно
- Прва лига Словеније у фудбалу најбољи стрелац: 1995–96. (28 голова у 33 утакмице)
- Квалификације за ЕП 2004. најбољи стрелац (9 голова на 9 утакмица)